# Fugro

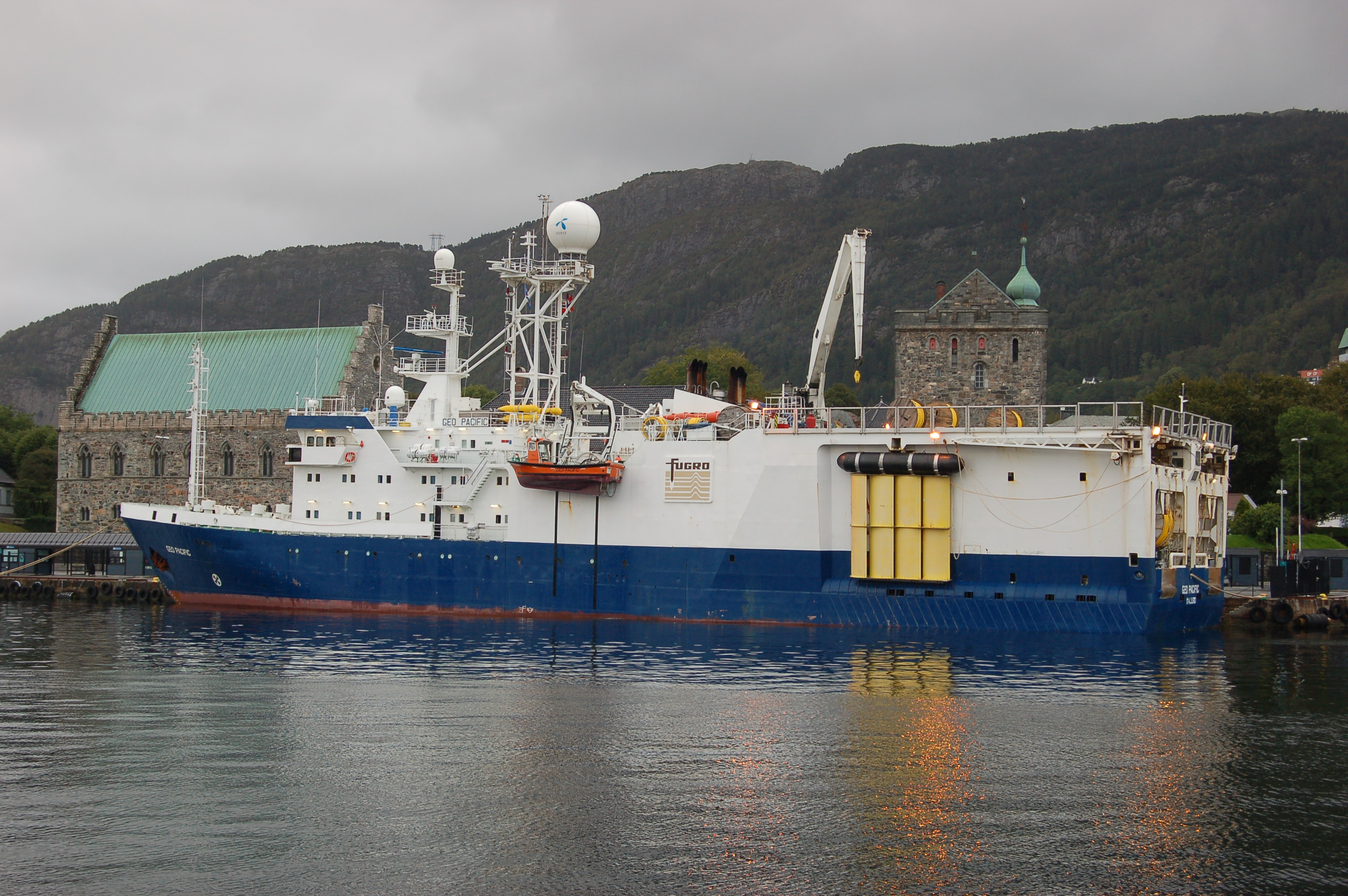
Die Geo Pacific von Fugro in Bergen 2007

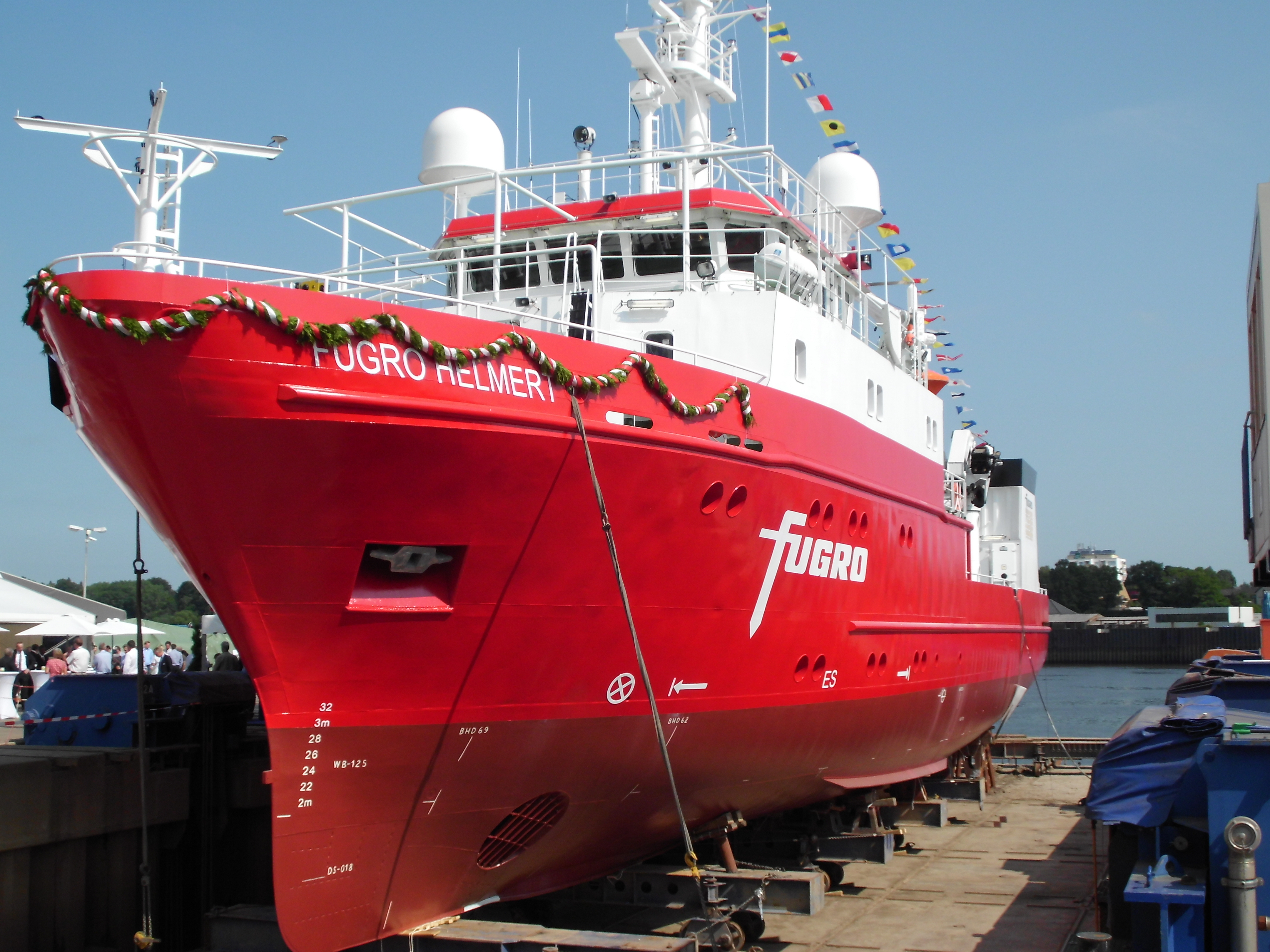
Vermessungsschiff Fugro Helmert bei der Taufe am 8. Juli 2013

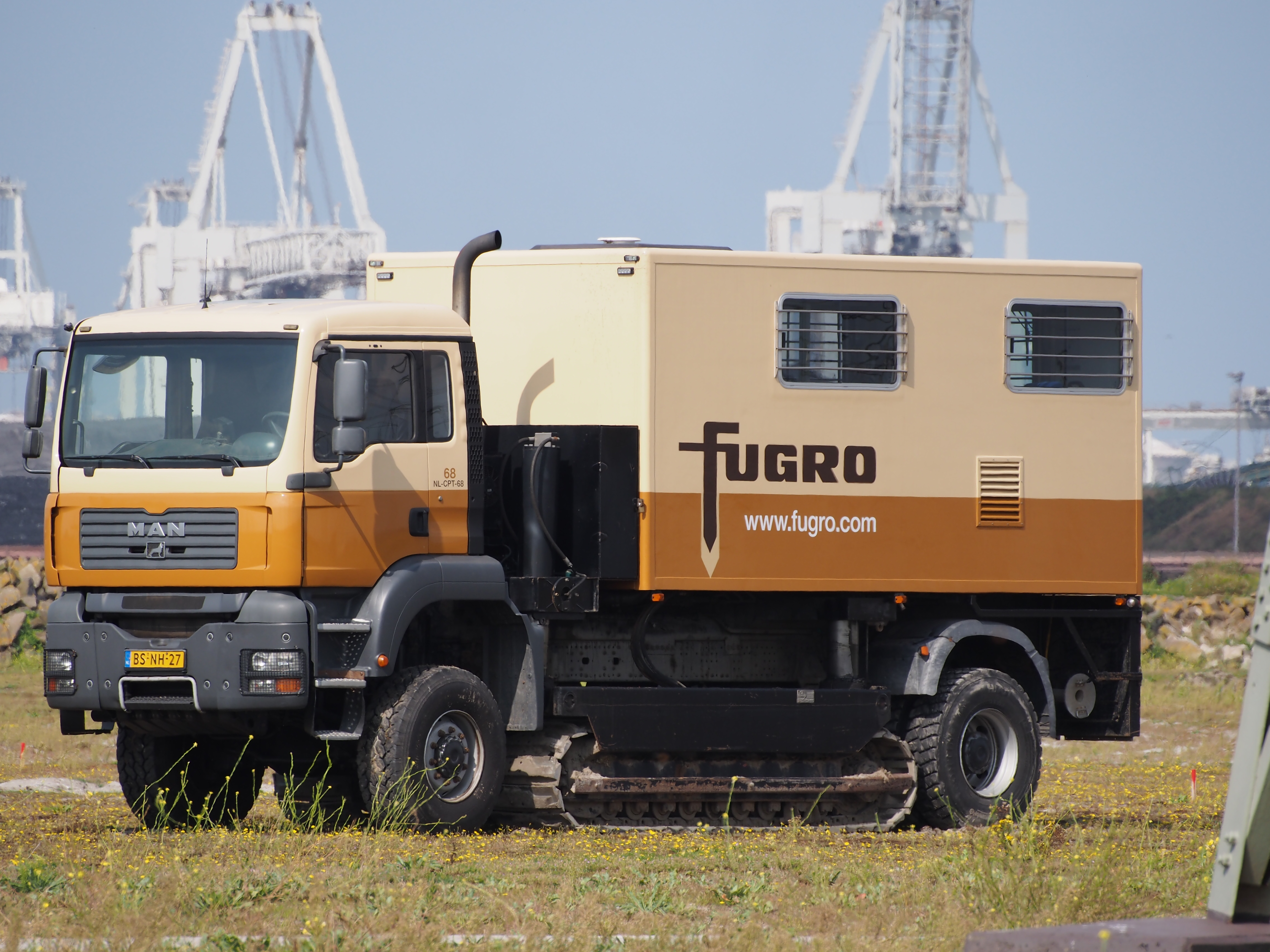
Fugro-Spezial-LKW mit zusätzlichen Gleisketten, im Hafen von Rotterdam

Fugro N.V. (Akronym für Funderingstechniek en Grondmechanica) mit Sitz im  Leidschendam ist ein börsennotiertes niederländisches Unternehmen, das hauptsächlich Dienstleistungen zur geophysikalischen, geotechnischen und Altlasten-Untergrunderkundung und zur Exploration von Rohstoffen erbringt. Das Unternehmen wurde 1962 gegründet.
Zum Kundenspektrum gehören Unternehmen der Öl- und Gasindustrie, Kunden aus dem Baubereich und der Umwelttechnik. Das Unternehmen hat weltweit über 10.500 Mitarbeiter und Niederlassungen in 60 Ländern (2016). Der deutsche Sitz befindet sich in Berlin (Fugro Germany Land GmbH).

## Unternehmen
Fugro ist besonders stark im Bereich der Offshore-Exploration mit einer großen Flotte von Erkundungsschiffen (2009 rund 60), Flugzeugen, Hubinseln, ROVs engagiert. Für die Baugrunderkundung war Fugro führend in der Entwicklung der Drucksondierung (CPT), die ursprünglich eine Basis des Unternehmens war.
Das Unternehmen gliedert sich heute in die Sparten Geotechnik, Geowissenschaften (Geoscience) und Vermessung (Survey).
CEO ist Stand April 2020 Mark Heine.
Fugro ist an der Börse in Amsterdam notiert und ist Bestandteil des S&P Tiefsee Öl & Gas Index.

## Tochterunternehmen
Im Jahr 2013 wurde DCN Global von Fugro Subsea Middle East übernommen. Die Firma beschäftigt um die 210 Personen. Ihr Jahresumsatz beträgt rund 30 Millionen US-Dollar.
Zu DCN Global gehören die Taucher von DCN Diving. Die Firma mit Sitz in Bergen op Zoom arbeitet hauptsächlich für die Gas- und Ölindustrie weltweit. Die Taucher kommen bei der Konstruktion von Offshore-Anlagen zum Einsatz und übernehmen Wartungsarbeiten unter Wasser. Ein weiterer Bereich ist die Verlegung und Wartung von Pipelines und Unterseekabeln. DCN arbeitet für die Installation von Offshore-Windenergieanlagen in Gewässern vor Europa, Afrika und den Philippinen.
DCN Diving hat Niederlassungen in Deutschland, Belgien und dem Vereinigten Königreich. Die Firma gehört zu DCN Global.

## Ausgewählte Projekte
- DCN-Taucher retteten im Mai 2013 ein 62 Stunden unter Wasser eingeschlossenes Besatzungsmitglied eines gesunkenen Schleppers vor Nigeria.
- Fugro Survey erhielt Anfang August 2014 den Zuschlag vom Australian Transport Safety Bureau (ATSB), das Wrack der Boeing 777 des verschollenen Malaysia-Airlines-Flug 370 im südlichen Indischem Ozean mit zwei Schiffen zu suchen. Das Auftragsvolumen betrug 60 Mio. AUD (rund 36 Mio. Euro).[2][3]
- Am 28. November 2017 wird das seit dem 14. September 1914 vermisste U-Boot HMAS AE1 von der Besatzung der Fugro Equator in einer Tiefe von 300 Metern nahe den Duke-of-York-Inseln gefunden.[4]